# Fokker E.IV
Le Fokker E.IV était l'ultime évolution du Fokker Eindecker (type M.15), un avion de chasse monoplan allemand de la Première Guerre mondiale fabriqué par les usines Fokker. 

## Historique
En novembre 1915, le Fokker E.IV était prêt à succéder au Fokker E.III. Équipé d’un moteur rotatif Oberursel U.III de 160 ch et doté d’une envergure agrandie, il était armé de deux mitrailleuses MG-08/15. Grâce à son moteur plus puissant, l’appareil était nettement plus rapide, mais moins agile que son prédécesseur. Seuls quelques exemplaires du Fokker E.IV (49 en tout), confiés aux pilotes les plus chevronnés, furent mis en service, en raison notamment des problèmes de production et de mise au point du moteur Oberursel à double rang.

## Engagement
Allemagne
- Luftstreitkräfte 48 appareils.
- Kaiserliche Marine un appareil.